# YAMP KOLT (a.k.a mai fujinoya)
ヤンプ・コルト(yamp kolt)は、ベースを中心に様々な楽器演奏の他、作詞家、作曲家、音楽プロデューサー、レコーディング・エンジニアである。
公式ホームページ表記では、「yamp kolt」と小文字表記になっている。

## 概要
藤乃家舞名義も含め8枚のソロ・アルバムをリリース、即興演奏を中心にしたライヴ活動、オリジナル楽器の制作（ワイヤフォン、yamp kolt SPRING）や、MACベースのオリジナル・レコーディング・ソフト「REX」開発、UAやパードン木村らとマルチ・スピーカーを使ってのレコーディング、ライヴ・パフォーマンスを行う他、イベントのオーガナイズ、DJ、リミックスなど、多岐に渡り活動。

## 活動歴
UA「SUN」「golden green」「ATTA」への楽曲提供とプロデュース、画家の大竹伸朗とのDVD「MOUSE ESCAPE」、NHK制作のDVD「ドレミノテレビ」などに参加。マーク・リボー、"ジミ・ヘンドリックス・ジプシーズ"のジェラルド・ベレッツ、バリ・ガムランの天才集団“スダマニ”、“ラウンジ・リザーズ”などで活躍したダギー・バウン、ロイ・ネーザンソン、カーティス・フォークス、内橋和久、外山明、梅津和時、大倉正之助など、数多く共演。映画音楽では、エレクトリックドラゴン80000V、五条霊戦記、空中庭園、W/Oなどに参加。山口県・YCAMでの「ジャック」（w /志賀理江子）などサウンド・インスタレーションも多数。ジャンルを超えた活動で、アメリカの音楽誌「fader」・ファッション誌「W」等に取り上げられる。レーベル（Cemetery Records/FAR）、イベント（サノバラウド、live FAR）主宰。

## アルバム

### “ヤンプ・コルト”名義
1. チュウイング（2015年3月18日）
2. yes（2011）（2011年3月23日）

### “藤乃家舞”名義
1. gold leaf（2007年7月31日）
2. dance on white（2007年1月23日）
3. Hanger-on-off-Kingdom （2005年9月18日）
4. far（2004年11月11日）
5. サノバラウド（2002年5月18日）

### その他
1. rotten meat(original sound track album)　藤乃家舞 x 手裏剣（2005年2月10日）
2. SPELLBOUND MONTAGE　sofa & yamp kolt（2019年8月21日）

### 参加作品
楽曲提供／プロデュース：
- SUN／UA（2004年3月2日）
  - 1. そんな空には踊る馬　10. UaUaRaiRai
- la／UA（2004年10月20日）
  - 1. そんな空には踊る馬
- Nephews／UA（2005年10月26日）
  - 7. Phantom ship／Mai Fujinoya feat.UA
- Golden green／UA（2007年6月20日）
  - 3. Paradise alley/Ginga cafe　5. ノレンノレン/灰色した猿の夢
- [Single「2008」 C/W]／UA（2008年12月17日）
  - 2. アスパラガス
- ATTA／UA（2009年7月22日）
  - 7. アスパラガス (Album Mix)　8.picnic_20c.
- 「ライブシングル」／キリヒト（2003年）
- 「ルン」ちいさなこどう（PIKADON CD絵本）
- きのぴぴのき（CD付絵本）/古武家賢太郎×UA

[DVD]
1. MOUSE ESCAPE / 大竹伸朗 × 生西康典 × 掛川康典 × 藤乃家舞（2003年12月12日）
2. ドレミノテレビ vol.5（2004年9月22日）- 1曲出演

### 映画音楽
1. W/O （音楽監督）
2. エレクトリックドラゴン80000V
3. 五条霊戦記
4. 空中庭園
5. ねじ式（リミックス）
6. 殺し屋1（リミックス）

### リミックス
1. Mean Machine（CHARA,YUKI,ayumi,yukarie,chiwaki）
2. Knock On You／Mean Machine

3. ラッキー☆スター（pheromone kickin' mix）
1. Safari
2. プードルズ

### インスタレーション
1. dqpb(doubleNegative 市川創太、結城光正、藤乃家舞)（3Dサラウンド作品）（宮城県／感覚ミュージアムに常設展示）
2. Jacques（志賀理江子 x 藤乃家舞（山口情報芸術センター・YCAM）

### 過去のバンド活動
1. リトル・トーキョー（w/三枝彩子、コーヘー、ハマ、U-1、よっしー）
2. ピース・ピル（w/浅野忠信、岩井田道元）
3. sunzu（w/山口小夜子、宇川直宏）
4. YAMP KOLT - バネの楽器を中心にしたバンド。不定形（これは当時のバンド・ネームで、現在の個人名とは違う）。
5. アラヤビジャナ